# Palikije Drugie
Palikije Drugie (prononciation : [paliˈkijɛ ˈdruɡʲɛ]) est un village polonais de la gmina de Wojciechów dans le powiat de Lublin de la voïvodie de Lublin dans l'est de la Pologne.
Il se situe à environ 21 kilomètres à l'ouest de Lublin (siège du powiat et capitale de la voïvodie).
Le village compte approximativement une population de 100 habitants.

## Histoire
De 1975 à 1998, le village est attaché administrativement à l'ancienne Voïvodie de Lublin.

Depuis 1999, il fait partie de la nouvelle voïvodie de Lublin.